# شنکنلوهه
شنکنلوهه (به آلمانی: Schneckenlohe) یک شهر در آلمان است که در کروناخ واقع شده‌است. شنکنلوهه ۱٬۱۵۷ نفر جمعیت دارد.

## خواهرخوانده
شهر بورگتو دی وارا خواهرخواندهٔ شنکنلوهه هست.